# Puzur-Sin
Puzur-Sin var en assyrisk kung.
Han ledde ett regelrätt uppror mot Shamshi-Adad. Han har förmodligen inte själv grundat någon ny dynasti. Hans redogörelse för upproret mot Shamshi-Adad förklarar att de fördrivna var av "icke-assyriskt blod".